# Sofía Maccari
Sofía Maccari, född den 3 juli 1984 i Buenos Aires i Argentina, är en argentinsk landhockeyspelare.

## Karriär
Sofía Maccari tog OS-silver i damernas landhockeyturnering i samband med de olympiska landhockeytävlingarna 2012 i London. Vid olympiska sommarspelen 2020 i Tokyo var Maccari återigen en del av Argentinas lag som tog silver i landhockey.